# 34 Circe
A 34 Circe a Naprendszer kisbolygóövében található aszteroida. Jean Chacornac fedezte fel 1855. április 6-án.